# Alekséi Konstantínovich Tolstói
El conde Alekséi Konstantínovich Tolstói (en ruso: Алексе́й Константи́нович Толсто́й; San Petersburgo, 24 de agosto de 1817 - Krasny Rog, 28 de septiembre de 1875) fue un poeta, novelista y dramaturgo ruso, considerado como el dramaturgo histórico ruso más importante del siglo XIX, principalmente por su trilogía dramática La muerte de Iván el Terrible (1866), Zar Fiódor Ioánnovich (1868) y Zar Borís (1870). También ganó fama por sus obras satíricas, publicadas con su propio nombre (Historia del estado ruso desde Gostomysl a Timashev, El sueño del concejal Popov) y con el nombre de colaborador de Kozmá Prutkov. Sus obras de ficción incluyen la novela La familia del vurdalak, El vampiro (1841) y la novela histórica Príncipe Serébrenny (1862).
Alekséi era miembro de la familia Tolstói, primo segundo de León Tolstói. Debido a la cercanía de su madre con la corte del zar, Alekséi fue admitido en el futuro séquito de la infancia de Alejandro II y se convirtió en "un compañero de juegos" para el joven príncipe heredero. Cuando era joven, Tolstói viajó mucho, incluyendo viajes a Italia y Alemania, donde conoció a Johann Wolfgang von Goethe. Tolstói comenzó su educación en casa bajo la tutela de su tío, el escritor Antoni Pogorelski, bajo cuya influencia se interesó por primera vez en la escritura de poesía y de otros profesores. En 1834, Tolstói se inscribió en el Archivo Estatal del Ministerio de Relaciones Exteriores de Moscú como estudiante. En diciembre de 1835, completó los exámenes (en inglés, francés, alemán, literatura, latín, historia mundial y rusa, y estadísticas rusas) en la Universidad de Moscú.
A lo largo de la década de 1840, Tolstói llevó una vida ocupada de la alta sociedad, llena de viajes de placer, fiestas de salón y bailes, salidas de caza y romances fugaces. También pasó muchos años en el servicio estatal como burócrata y diplomático. En 1856, el día de su coronación, Alejandro II nombró a Tolstói uno de sus ayudantes de ayudantes personales. Tolstói sirvió como comandante de infantería en la Guerra de Crimea. Finalmente, dejó el servicio estatal a principios de la década de 1860 para continuar su carrera literaria. Murió en 1875 de una dosis letal de morfina autoadministrada en su propiedad de Krasny Rog en la Gobernación de Chernigov.

## Primeros años de vida
Su madre Anna Alekséievna Peróvskaya se casó en 1816 con el anciano Conde Konstantín Petróvich Tolstói, hermano del conocido pintor-medallista Fiódor Tolstói. La pareja no fue feliz y pronto se separaron. En su autobiografía Tolstói escribe que a las seis semanas de nacido su madre se lo llevó a Maloróssiya (actual Ucrania) con su tío materno Alekséi Alekséievich Perovski, conocido también en la literatura rusa bajo el seudónimo de Antoni Pogorelski y quien lo educó en sus primeros años de vida.
Vivió allí hasta los ocho años, cuando se trasladaron a San Petersburgo. Allí, con ayuda de Vasili Zhukovski, amigo de Perovski, el joven Alekséi fue presentado al heredero del trono, futuro Alejandro II de Rusia, de la misma edad, convirtiéndose en uno de los compañeros de juego del zarévich. La relación entre estos se prolongó durante toda la vida de Tolstói.
En 1826, Alekséi, junto con su madre y tío, se trasladó a Alemania, en donde lo marcó profundamente la visita a W. Goethe, quien lo cargó sobre sus rodillas. También lo marcó profundamente su viaje a Italia, en donde vio y conoció el arte italiano. Escribió en su biografía: “Empezamos por Venecia, en donde mi tío hizo una extraordinaria adquisición en el antiguo palacio de Grimani. De Venecia fuimos a Milán, Florencia, Roma y Nápoles. En cada una de estas ciudades fue creciendo y creciendo mi amor y entusiasmo por el arte hasta tal punto que al regresar a Rusia caí en un estado de “sufrimiento por la patria”, en un tipo de desesperación y por eso perdí el apetito y por las noches sollozaba cuando mis sueños me llevaban de vuelta a mi paraíso perdido”.
Con una excelente preparación, hacia la mitad de los años 1830 Tolstói pasó a formar parte de los llamados “jóvenes de archivo” del Ministerio de Relaciones Exteriores. Como “estudiante de archivo” en 1836 se fue a Fráncfort del Meno como parte de la misión rusa en ese país. Ese mismo año Perovski falleció dejándole una inmensa fortuna.
Más tarde ingresó a la Segunda División de la Cancillería Real y continuó viajando por Europa. En 1855 durante la Guerra de Crimea, Tolstói quiso organizar una división militar voluntaria, pero no lo logró e ingresó al regimiento de fusiles de la familia imperial. No tuvo que participar en ninguna batalla, pero casi muere de una fuerte tifoidea.
En 1868 escribió su obra más célebre, el drama Zar Fiódor Ioánnovich, cuyo protagonista es Teodoro I de Rusia. La obra fue representada en 1898 en el Teatro de Arte de Moscú con un éxito abrumador. (Véase en:Tsar Fyodor Ioannovich)
Durante la enfermedad, cuidó de él la esposa del Coronel S.A. Miller, con la que después se casó. Las cartas a su mujer de los últimos años de su vida están llenas de ternura, característica también de los primeros años de matrimonio muy feliz.

## Últimos años
En 1856 durante su coronación, Alejandro II nombró a Tolstói Maestro de Ceremonias de palacio, y después, cuando Tolstói quiso quedarse en el servicio militar, lo nombró “Gran Maestre de la Caza Real”. Conservó dicho título hasta su muerte, incluso sin prestar ningún servicio.
A mediados de los años 60 y debido a problemas de salud, empezó a pasar la mayor parte del tiempo en el extranjero: en verano en diferentes balnearios, en invierno en Italia y el sur de Francia, y algunas temporadas en Rusia en sus haciendas, en donde murió el 28 de septiembre de 1875.
Tomado del Diccionario biográfico ruso (Русский биографический словарь)

## Homonimia
No se debe confundir con el escritor soviético Alekséi Nikoláyevich Tolstói (1883-1945).

## Adaptaciones cinematográficas
- Alekséi Konstantínovich Tolstói en Internet Movie Database (en inglés).